# Adolphus Cambridge, 1. markis af Cambridge
Adolphus Cambridge, 1. markis af Cambridge, GCB GCVO CMG (Adolphus Charles Alexander Albert Edward George Philip Louis Ladislaus; 13. august 1868 på Kensington Palace, London, England – 24. oktober 1927 på Shatton Hall, Shrewsbury, Shropshire, England), født som prins Adolphus af Teck og blev senere Hertugen af Teck, var en slægtning til den britiske kongefamilie, han var oldesøn af kong Georg 3. af Storbritannien og en yngre bror til dronning Mary af Storbritannien, gift med kong Georg 5. af Storbritannien.
I år 1900 efterfulgte han sin far som den titulære hertug af Teck i Kongeriget Württemberg. Han mistede sine tyske titler i 1917. Senere samme år blev han markis af Cambridge.
Adolphus Cambridge var en britisk prins og officer af tysk–ungarsk oprindelse. Han tilhørte en ikke–arveberettiget (morganatisk) sidegren til det württembergske kongehus.
Adolphus Cambridges søster blev svigerinde til dronning Maud af Norge.

## Familie
Adolphus Cambridge var gift med lady Margaret Grosvenor (1873–1929). Parret fik 4 børn, der blev fødte som prinser og prinsesser af Teck. I 1917 fik de adelige britiske titler.
- George Cambridge, 2. markis af Cambridge (1895–1981). Han blev far til lady Mary Whitley (1924–1999), der fik 2 børn og 2 børnebørn.
- Mary Somerset, hertuginde af Beaufort (1897–1987). Hun fik ingen børn.
- Lady Helena Gibbs (1899–1969). Hun fik ingen børn.
- Lord Frederick Cambridge (1907–1940). Han var ugift.